# Roni Zuckerman
Roni Zuckerman (hebräisch רוני צוקרמן; * 1981 in Lochamej haGeta’ot) ist die erste Jagdpilotin der israelischen Luftstreitkräfte.
Roni Zuckermann ist eine Enkelin von Jitzhak „Antek“ Zuckerman und Zivia Lubetkin, welche 1943  eine führende Rolle im Aufstand im Warschauer Ghetto spielten. Sie wuchs im Kibbutz Lochamej haGeta’ot (Kibbutz der Ghettokämpfer) auf, das von Holocaustüberlebenden und Widerstandskämpfern, darunter ihren Großeltern, gegründet worden war.

## Vorgeschichte
Nachdem in den Jahren nach der Staatsgründung Israels einige Pilotinnen in den israelischen Luftstreitkräften gedient hatten, wurde in den 1950er Jahren ein Rekrutierungsverbot für Frauen verhängt. Im Jahr 1994 klagte Alice Miller, eine Offizierin der Luftstreitkräfte, gegen die Diskriminierung. Der Klage wurde 1995 vom israelischen Obersten Gericht stattgegeben. Die Luftstreitkräfte waren nunmehr gezwungen, Kandidatinnen, welche die Rekrutierungsvoraussetzungen erfüllten, zu akzeptieren. Die erste Frau, welche die Ausbildung erfolgreich beendete, war im Jahr 1998 die F-16-Navigatorin Sari Rahat.

## Zuckermann als erste Jagdpilotin
Am 29. Juni 2001 wurde Roni Zuckerman im Alter von 20 Jahren die erste Jagdpilotin in der Geschichte der israelischen Luftstreitkräfte. Zuckerman beendete die zweijährige Pilotenausbildung als sechste unter insgesamt 70 Soldaten. Sie wurde einer F-16-Staffel auf einer Luftwaffenbasis im Norden Israels zugeteilt. Zuckerman nahm als Pilotin an zahlreichen Einsätzen teil. Im Jahr 2004 wurde sie zur Pilotenausbilderin ernannt. Diese Aufgabe wird innerhalb der israelischen Luftstreitkräfte nur den besten Piloten übertragen.
Der damalige israelische Premierminister Ehud Barak erwähnte Roni Zuckerman in einer persönlich gehaltenen Rede vor der UNO zum Holocaustgedenktag, wobei er eine Verbindung zwischen dem Schicksal seiner eigenen Familie, den Großeltern Zuckermans und Zuckerman selbst als erster Jagdpilotin der israelischen Luftstreitkräfte herstellte.